# Итальянское военное кладбище (Севастополь)
Итальянское военное кладбище — мемориальный комплекс, посвященный памяти воинов Королевства Сардинии, погибших в ходе Крымской войны. Находится рядом с Севастополем на горе Гасфорта.

## История
В период Крымской войны на стороне союзников выступило Сардинское королевство. 26 апреля (8 мая) 1855 года семьнадцатитысячный Экспедиционный корпус Сардинского королевства в Крыму под командованием маркиза генерал-лейтенанта Альфонса Ла-Мармора высадился в Балаклаве. Позиции сардинцев находились на горе Гасфорта и Телеграфной высоте. Корпус принял участие в боевых действиях 6 июня 1855 года, при штурме союзниками севастопольских укреплений, затем в Чернореченском сражении. В период осады сардинцы потеряли 2 194 человека: убитыми оказались только 12, умершими от ран — 16, остальные потери стали следствием инфекционных заболеваний, от которых умерло 2166 солдат и офицеров. В июне 1855 года от холеры скончался и старший брат командующего, командир второй пехотной дивизии генерал-лейтенант Александр Ла-Мармора.
Сардинцев похоронили на горе Гасфорта рядом с деревнях Камары (ныне Оборонное) и Кады-Кой (бывшее предместье Балаклавы, сейчас слилось с ней).
В августе 1882 на вершине горы Гасфорта, где когда-то находились позиции сардинского корпуса («Пьемонтский наблюдательный пункт»), построили изящную часовню со склепом. Туда, из захоронений у деревень Камары (ныне Оборонное) и Кады-Кой (ныне часть Балаклавы) перенесли останки солдат, офицеров, а также генералов: Джорджио Ансальди,Рудольфо Габриэлли де Монтевеккьо, и Алессандро Ла Мармора, останки последнего в 1904 г. перевезли в Италию.
Руководил строительством инженер-майор Герардини. Некрополь площадью около 230 квадратных метров окружала стеной из бутового камня. Для входа служили ворота, повторяющие стилистику часовни. Внутри ограды были высажены кактусы-опунции и кусты. Так как некрополь располагался на горе, пришлось вырыть колодец глубиной более 40 метров. Кладбище содержалось на средства итальянского правительства и находилось под наблюдением итальянского консула, приезжавшего из Одессы.
В 1941—1942 гг. в период второй обороны Севастополя по горе Гасфорта проходил передовой оборонительный рубеж защитников города. Бывали дни, когда за сутки высота несколько раз переходила из рук в руки. Некрополь и часовня были разрушены. Остатки творения Герардини разобрали в конце 50-х годов. По зарослям кактусов-опунции, в своё время завезённых из Италии, которых становится всё меньше, визуально ещё можно определить место некрополя.
В сентябре 2004 (указ президента Украины Л.Кучмы № 739 от 23 июля 2003 г.) в сохранившихся зарослях опунции был сооружен мемориал, посвященный вечной памяти погибших в Крымской войне солдатов Сардинского Королевства.
В сентябре 2015 Президент России Владимир Путин и экс-председатель Совета министров Италии Сильвио Берлускони возложили цветы к мемориалу у подножья горы Гасфорта, посвящённому памяти погибших в Крымской войне солдат Сардинского королевства.